# 毛利大章魚
毛利大章鱼（学名：Macroctopus maorum）是章鱼科大章鱼属的唯一一种，原产于新西兰和澳大利亚周边海域。它是大西洋白斑章鱼的复合种。包括触手在内，大章鱼体长可达3（9.8英尺），身体通常呈深橘褐色或紫灰色，这是它和大西洋白斑章鱼其他复合种的主要区别。